# Har HaMenuchot

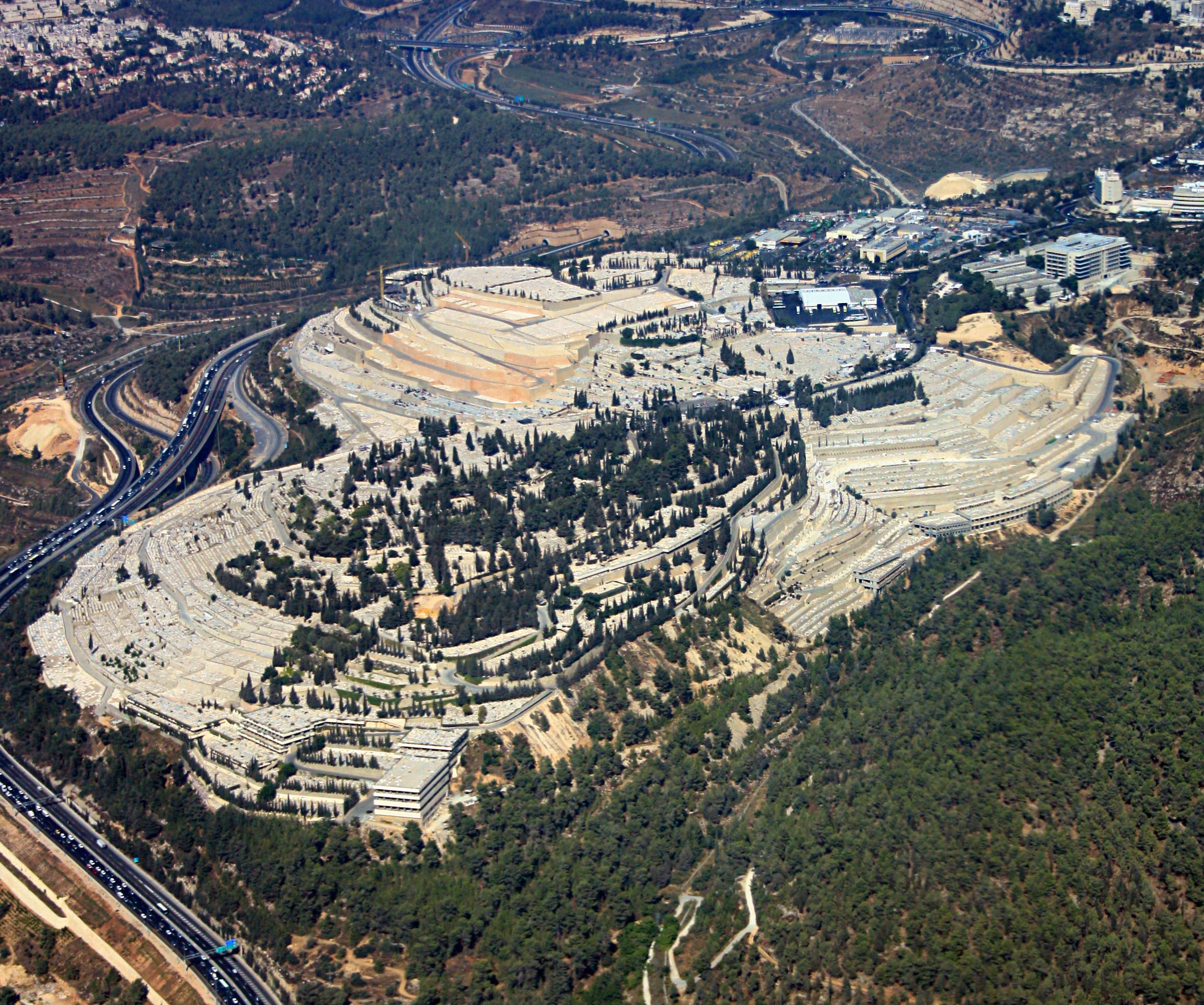
Har HaMenuchot (Jerusalem)

Har HaMenuchot (hebräisch הַר הַמְּנוּחוֹת; wörtlich übersetzt Berg derer, die ruhen; auch Friedhof Givʿat Scha'ul) ist der größte Friedhof in Jerusalem und gilt heute als Hauptfriedhof der Stadt. Er liegt auf dem gleichnamigen Hügel Har HaMenuchot (750 Meter) des Judäischen Berglandes am westlichen Stadtrand, umgeben von den Stadtteilen Givʿat Scha'ul im Südosten und Har Nof im Süden, den Vororten Motza im Südwesten und Mevasseret Zion im Westen und der Haupt-Nationalstraße 1 im Norden. Angelegt wurde er ursprünglich auf einer Fläche von 30 Hektar und hat sich kontinuierlich an den Nord- und Westhängen des Hügels ausgedehnt. Seit 2008 umfasst der Friedhof eine Fläche von 58 Hektar und einen Bestand von über 150.000 Grabstätten. Wegen der Besonderheit, dass ein jüdisches Grab für die Ewigkeit errichtet und nie aufgehoben wird, und da es für viele Juden eine Herzensangelegenheit und große Ehre bedeutet, dort begraben zu sein, kam es zu einem Platzmangel, den man dadurch zu beheben versucht, indem man den Platz unterirdisch erweitert. So entsteht dort derzeit der erste moderne Untergrundfriedhof der Welt, dessen erster Teil bereits im Oktober 2019 eröffnet wurde.

## Geschichte
Bis zum Palästinakrieg 1948 wurden in Jerusalem nur auf dem jahrhundertealten Jüdischen Friedhof am Ölberg jüdische Bestattungen durchgeführt. Aufgrund der jordanischen Besetzung Ostjerusalems war der Zugang zum Ölberg auch nach dem Waffenstillstandsabkommen von 1949 nicht mehr möglich. Darauf wurden mehrere temporäre Friedhöfe eröffnet, um die während des Krieges in Jerusalem Verstorbenen bestatten zu können. Dazu zählen der Sanhedria-Friedhof, der Scheich-Badr-Friedhof und der Schaʿarei-Zedeq-Friedhof auf dem Gelände des alten Schaʿarei-Zedeq-Krankenhauses in der Jaffastraße. Nach der Gründung des Staates Israel 1948 wurden diese jedoch als unzureichend für die Bedürfnisse der wachsenden Stadt angesehen.
Im Spätsommer 1948 sah man sich gezwungen, außerhalb Jerusalems einen neuen Friedhof von 30 Hektar auf dem Hügel Har HaMenuchot zwischen Givʿat Scha'ul, Motza und der Nationalstraße 1 zu errichten. Man hatte errechnet, dass er Platz für 60.000 Grabstätten haben würde. Der Bedarf wurde auf 1000 neue Gräber pro Jahr geschätzt, denn zu dieser Zeit hatte die Stadt 150.000 jüdische Einwohner mit einer Sterblichkeitsrate von etwa 1000 pro Jahr. Daher rechnete man damit, dass der neue Friedhof in 40 Jahren keinen Platz für weitere Bestattungen mehr würde bieten können.
Einen Monat später wurde die Genehmigung zum Bau erteilt, jedoch verzögerte sich die erste Bestattung aufgrund von Meinungsverschiedenheiten unter mehreren Bestattungsgesellschaften (Chevrei Kadischa) bis zum Herbst 1951. Zur Eröffnung wurden Gräber von den provisorischen Friedhöfen Scheich Badr und Shaʿarei Zedeq auf den Har HaMenuchot verlegt. Der 1951/52 errichtete Friedhof auf dem Herzlberg wurde als Nationalfriedhof für israelische Führer und gefallene Soldaten vorgesehen.
Im Jahre 1988 war der Bestand auf etwa 50.000 Grabstätten angewachsen. In den 1990er-Jahren wurde der Friedhof auf die nördlichen und westlichen Hänge des Har HaMenuchot ausgedehnt. Seit dem Jahre 2008 umfasst der Friedhof eine Fläche von 58 Hektar und einen Bestand an über 150.000 Grabstätten. Im November 2012 genehmigte die Stadt Jerusalem den Bauplan, den Blick von der Nationalstraße 1 aus auf den Friedhof abzuschirmen, indem Zypressen gepflanzt und eine Steinmauer errichtet werden. Damit wurde ein weiterer Ausbau des Friedhofs nach Norden und Westen ermöglicht.
Da von 2018 bis 2050 mit einer Verdopplung der Bevölkerung Israels gerechnet wird, die Ruhefrist verstorbener Juden aber unbegrenzt und Feuerbestattungen im Judentum verboten sind, werden die bestehenden Friedhöfe in Jerusalem in kurzer Zeit belegt sein. Aufgrund des Platzmangels auf dem Har HaMenuchot, der oberirdisch teilweise schon mehrstöckig überbaut wurde, wurden Überlegungen angestellt, unter dem Friedhof einen Untergrundfriedhof zu errichten. Ab 2018 wurde unter dem Har HaMenuchot ein Höhlensystem in 50 Metern Tiefe in den Kalkstein gegraben. Unterirdisch soll so Platz für 22.000 Gräber entstehen. Das Projekt wurde von dem Rabbiner Chananjah Schachar geplant und vom israelischen Bauunternehmer Arik Glazer umgesetzt. Die Kosten sollen sich auf umgerechnet 45 Millionen Euro belaufen. Mit diesem Projekt entsteht der erste moderne Untergrundfriedhof der Welt.

## Struktur

### Oberirdische Anlage

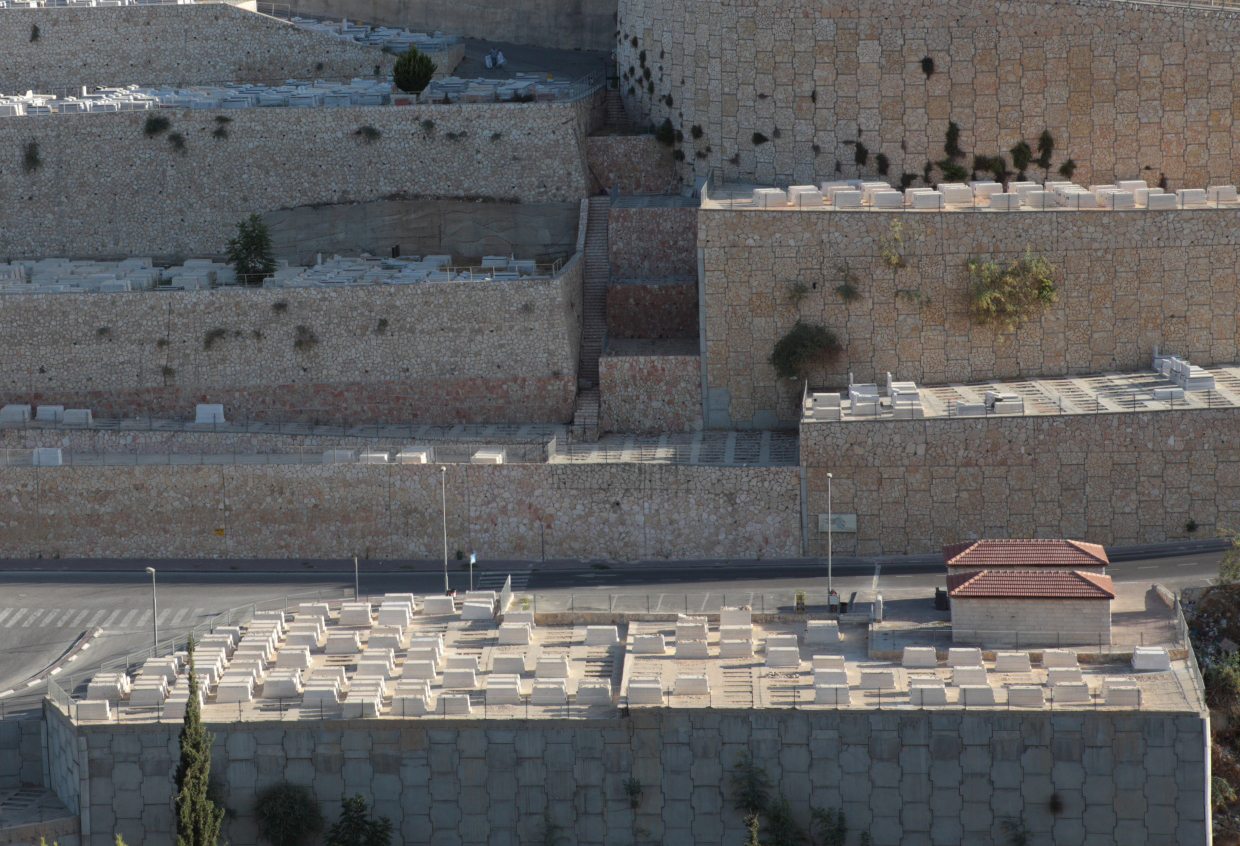
Teil der oberirdischen Anlage des Har HaMenuchot

Wie auf anderen jüdischen Friedhöfen Jerusalems auch bestehen die Grabplätze auf dem Har HaMenuchot aus einem unterirdischen Grab, das von einer rechteckigen Grabplatte aus gegossenem Beton bedeckt wird, die mit Steinfliesen verkleidet ist und über 60 Zentimeter über den Boden ragt. Name und Daten des Verstorbenen sowie weitere Grabinschriften sind auf der Oberseite und gelegentlich auch an den Seiten angebracht. Entweder ist die Schrift eingraviert und mit schwarzem Blei gefüllt oder nur aufgemalt. An den Seiten des Grabsteins werden in einigen Fällen die Namen von Familienmitgliedern eingraviert, die während des Holocaust ermordet wurden. In vielen Grabplatten befindet sich eine Vertiefung, in der eine Gedenkkerze aufgestellt werden kann. Die Grabplätze befinden sich in der Regel in einem Abstand von weniger als 30 Zentimetern zueinander.
Die Abteilungen der Bestattungsgesellschaften Kehillat Yerushalayim und der der Peruschim unterscheiden sich deutlich im Aussehen. Erstere sind in farbcodierte Unterabteilungen unterteilt, die über Straßen leicht erreichbar sind. Um den Besuchern auch an heißen Tagen Schatten spenden zu können, wurden zwischen den Unterabteilungen Bäume, Sträucher und Büsche gepflanzt. Die Abteilungen der Peruschim hingegen halten sich an die Bräuche, die seit Jahrhunderten auf jüdischen Friedhöfen gepflegt werden. Sämtliche Vegetation in der Nähe der Grabplätze und an den Straßenrändern fehlt.
Kohanim werden in einer eigenen Sektion direkt am Haupteingang beigesetzt, damit ihre Familienmitglieder, die keine jüdischen Friedhöfe betreten dürfen und Tumas Meis (rituelle Unreinheit durch die Toten) vermeiden wollen, ihre Verstorbenen von außen besuchen und dort beten können.
Auf dem Friedhof befindet sich eine Gnisa, der Aufbewahrungsort für heilige Texte, wo auch die Kvitelach (Wunschzettel) von der Klagemauer begraben werden.
Vor dem Friedhof befindet sich ein Besucherparkplatz, und zweimal in der Stunde bedient der Bus Nr. 54 der Egged Israel Transport die Haltestelle.

### Unterirdische Anlage
Mit den ersten 8000 Gräbern wurde der geplante Untergrundfriedhof Ende Oktober 2019 teileröffnet. Während des Baus konnte die Anzahl der geplanten Gräber auf 23.000 korrigiert werden. Die Gesamtlänge der 15 Meter breiten und 15 Meter hohen Höhlen wird auf 1600 Meter beziffert. Jede der Grabnischen ist 70 Zentimeter hoch und 200 Zentimeter tief. Während die Einwohner Jerusalems Anspruch auf ein kostenloses Grab im Untergrundfriedhof haben, sollen die Preise für stadtfremde Personen erschwinglich bleiben. Ende 2023 wird mit der Fertigstellung des Bauprojekts gerechnet.

## Betrieb
Die Friedhofsfläche des Har HaMenuchot ist in Abteilungen unterteilt, die von verschiedenen ʿBestattungsgesellschaften (Chevrei Kadischa) betrieben werden. Der Kehillat Yerushalayim wurde dabei mehr als 50 Prozent der Fläche zugeteilt, als der Friedhof eröffnet wurde. Die anderen Abteilungen sind unter Bestattungsgesellschaften aufgeteilt, die den Aschkenasim, Peruschim, Sephardim und Chassiden Jerusalems dienen. In den späten 1990er-Jahren wurden für die kurdischen, georgischen, jemenitischen und bucharischen jüdischen Gemeinden weitere Chewrei Kadischa eröffnet. Des Weiteren ist die Kehillat Yerushalayim dafür zuständig, spezielle Abteilungen für Personen mit fraglicher jüdischer Identität sowie nichtjüdische Einwanderer und Atheisten zu reservieren. Christen und Muslime werden nicht auf dem Har HaMenuchot begraben.
Der Har HaMenuchot gilt als offizielle Begräbnisstätte der Stadt Jerusalem und bietet damit auch kostenlose Bestattungen für israelische Bürger und Touristen, die in Israel sterben. Die Kosten für den Grabplatz und die Bestattungsdienste werden von der Bittuach Le'ummi, der nationalen sozialen Sicherheitsagentur Israels, übernommen. Die Wahl des Grabplatzes bleibt dann jedoch der jeweiligen Bestattungsgesellschaft vorbehalten. Falls der Ehegatte neben seinem Lebenspartner bestattet werden möchte, hat er 90 Tage Zeit, diesen Grabplatz käuflich zu erwerben. Grabsteine müssen von der Familie des Verstorbenen bezahlt werden. Den höchsten Gewinn machen die Bestattungsgesellschaften mit dem Verkauf von Grabplätzen an im Ausland lebende Juden. Der Preis für den Grabplatz, den Lufttransport des Leichnams und die Bestattung übersteigt derzeit den Betrag von 11.000 US-Dollar. Bestattungen ausländischer Juden machen etwa ein Fünftel bis ein Drittel aller Bestattungen aus.

## Sehenswürdigkeiten

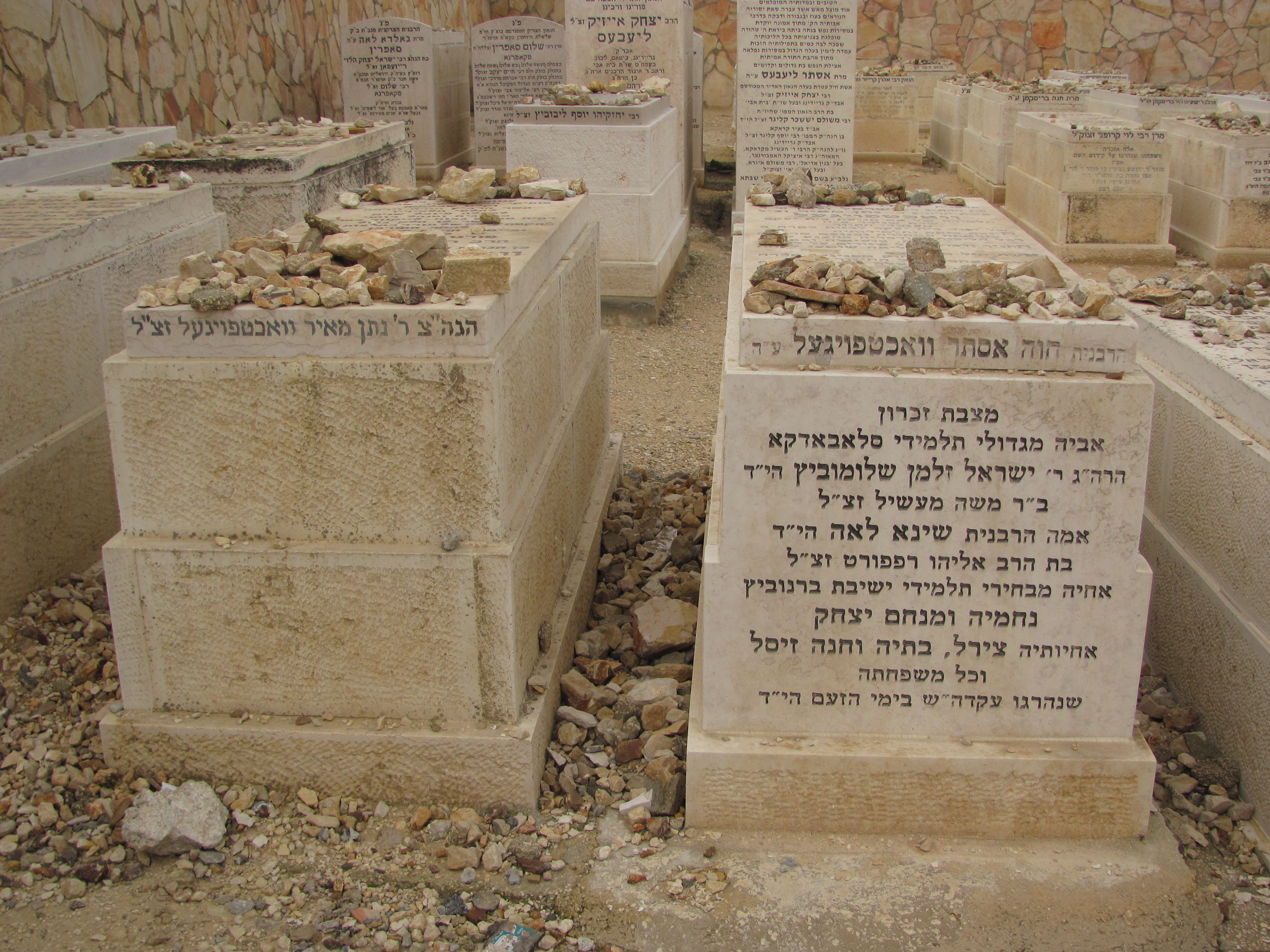
Grabstätte von Nosson Me'ir Wachtfogel (links) und seiner Ehefrau

Nahe dem Haupteingang befindet sich der ursprüngliche Chelkas HaRabbonim (hebräisch חלקת הרבנים), die Rabbinerabteilung, die von den aschkenasischen Bestattungsgesellschaften (Peruschim) betrieben wird und die Gräber vieler Gedolim (meistverehrte Rabbiner) der letzten 60 Jahre aus der ganzen Welt umfasst. Das bedeutendste Grab in dieser Abteilung ist das von Rabbi Aharon Rokeach, dem vierten Belzer Rebben, der zum Schrein für tausende Besucher jährlich geworden ist. Den Grabplatz umgibt ein Abstandsbereich von Dalet Amos (etwa zwei Meter) in alle Richtungen. Eine in der Nähe errichtete Eisenbrüstung gibt Kohanim die Möglichkeit, nahe der Rabbinergräber zu beten, ohne sich der Tumah (rituelle Unreinheit durch die Toten) auszusetzen. Ein weiterer Chelkas HaRabbonim befindet sich am Nordhang des Hügels. Dieser ist unter anderem die Ruhestätte der Rabbiner Schlomo Wolbe, Nosson Meir Wachtfogel und Joseph Schalom Elyashiv.
Ein Grab, das als Sgullah, einer Art Wallfahrtsort, für kinderlose Frauen bekannt ist, ist das von Miriam HaKovesset (hebräisch מרים הכובסת, Miriam die Wäscherin). Sie arbeitete nur in den Häusern von Tora-Gelehrten, wie zum Beispiel unter Rabbi Joseph Schalom Elyashiv und unter dem Zvhiller Rebbe Schlomo Goldman. Miriam bat einst den Zvhiller Rebbe um einen Segen, ein Kind zu bekommen. Er segnete sie jedoch in der Art, dass es durch ihr Verdienst nur anderen Frauen ermöglicht würde, Kinder zu bekommen. 29 Jahre nach ihrem Tod im Jahr 1964 hatte eine ihrer ehemaligen Nachbarinnen einen Traum, in dem ihr Miriam mit der Wegweisung zu ihrem Grab erschien. Zu ihrer Jahrzeit kamen Busse voller Frauen, um an ihrem Grab zu beten, während eine Tora-Gelehrte Gebete für die Erhebung ihrer Seele rezitierte. Von 32 dieser Frauen wurde bekannt, dass sie nach ihrem Gebet an Miriams Grab noch im selben Jahr ein Kind zur Welt brachten. Seitdem wurde Miriams Grabplatz nahe dem Hauptparkplatz renoviert und vergrößert, um das ganze Jahr über den Besuch von Frauen zu ermöglichen.